# El ala oeste de la Casa Blanca
El ala oeste de la Casa Blanca (título original: The West Wing) es una serie de televisión estadounidense muy popular y ampliamente aclamada por la crítica. Creada por Aaron Sorkin, se emitió desde 1999 a 2006. Fue producida y, en sus últimos años, coescrita por John Wells después de que Sorkin dejase la serie tras su cuarta temporada. La serie está ambientada en el ala oeste de la Casa Blanca, donde se ubica el despacho oval y los despachos de los principales miembros del equipo del presidente, durante la ficticia administración demócrata de Josiah Bartlet (Martin Sheen).
El ala oeste de la Casa Blanca fue producida por Warner Bros. y fue emitida por primera vez en la NBC en 1999, y ha sido además transmitida por muchas otras cadenas en docenas de países. La serie terminó su séptimo año de emisión el 14 de mayo de 2006. 
La serie recibió una valoración muy positiva de críticos, profesores de ciencias políticas, y antiguos empleados de la Casa Blanca. En total, El ala oeste de la Casa Blanca ganó tres globos de oro y 26 premios Emmy, empatando con Hill Street Blues como la mayor ganadora de la historia de los Premios Emmy. La popularidad de la serie decayó en los últimos años, pero siguió siendo popular entre los espectadores de mayores ganancias, un grupo clave para la serie y sus anunciantes.
Posteriormente, en la cultura pop, se ha popularizado el claim Let Bartlet be Bartlet.

## Reparto
El ala oeste de la Casa Blanca empleó un gran reparto coral para representar los muchos cargos involucrados en el trabajo diario del gobierno federal. El presidente, la primera dama, y los principales miembros del equipo del presidente y consejeros forman el núcleo de este reparto. Un gran número de personajes secundarios, que aparecen intermitentemente, completan las historias que generalmente giran en torno a este grupo principal.
La siguiente tabla resume el reparto principal. El cargo listado es el trabajo que el personaje tenía en la primera temporada, antes de que se produjese cualquier cambio.
| Actor/Actriz                               | Personaje            | Cargo (primera temporada)                                             |
| ------------------------------------------ | -------------------- | --------------------------------------------------------------------- |
| Stockard Channing                          | Abigail Bartlet      | Primera dama                                                          |
| Dulé Hill                                  | Charlie Young        | Ayudante personal del presidente                                      |
| Allison Janney                             | C.J. Cregg           | Secretaria de Prensa de la Casa Blanca                                |
| Kathryn Joosten (1999-2001)                | Sra. Landingham      | Secretaria del Presidente                                             |
| Moira Kelly (1999-2000)                    | Mandy Hampton        | Asesora de medios de la Casa Blanca                                   |
| Rob Lowe (1999-2003; puntualmente en 2006) | Sam Seaborn          | Adjunto al Director de Comunicaciones de la Casa Blanca               |
| Janel Moloney                              | Donna Moss           | Ayudante especial del ayudante del jefe de Gabinete de la Casa Blanca |
| Richard Schiff                             | Toby Ziegler         | Director de Comunicaciones de la Casa Blanca                          |
| Martin Sheen                               | Josiah "Jed" Bartlet | Presidente de los Estados Unidos                                      |
| John Spencer                               | Leo McGarry          | Jefe de Gabinete de la Casa Blanca                                    |
| Bradley Whitford                           | Josh Lyman           | Adjunto al Jefe de Gabinete de la Casa Blanca                         |
| Joshua Malina (2003-2006)                  | Will Bailey          | Adjunto al Director de Comunicaciones de la Casa Blanca               |
| Richard F. Whiten                          | Winston              |                                                                       |

Algunas adiciones al reparto tras la primera temporada incluyen a Joshua Malina como el escritor de discursos y gurú de campaña electoral Will Bailey, Mary McCormack como la ayudante de la consejera de Seguridad Nacional Kate Harper, Kristin Chenoweth como la consejera de Comunicaciones Annabeth Schott, Jimmy Smits como el congresista por Texas Matt Santos, Alan Alda como el Senador Arnold Vinick de California, Roger Rees como el embajador británico Lord John Marbury, Marlee Matlin como la asesora política Joey Lucas y Emily Procter como la abogada Ainsley Hayes.
Cada uno de los actores principales cobraban aproximadamente 75 000 dólares por episodio, siendo el sueldo de Martin Sheen, recientemente confirmado, de 300 000 $. Rob Lowe también tenía un salario de 6 cifras, según se dice de 100 000 $, porque originalmente su personaje se suponía que iba a tener un papel más importante. Las disparidades en los salarios llevaron a muchas disputas públicas de los contratos, particularmente por parte de Janney, Schiff, Spencer, y Whitford. Durante las negociaciones de contrato de 2001, los cuatro fueron amenazados con una demanda por incumplimiento de contrato por la Warner Bros. Sin embargo, asociándose, fueron capaces de convencer al estudio de una subida de más del doble en sus salarios. Dos años después, los cuatro demandaron que les doblasen sus salarios, unos pocos meses después de que la Warner Bros. hubiera firmado nuevas licencias con la NBC y Bravo. 
La serie sufrió una inesperada pérdida con la muerte de John Spencer, quien interpretaba a Leo McGarry. Spencer sufrió un ataque al corazón fatal el 16 de diciembre de 2005, un año después de que su personaje sufriese un ataque al corazón casi fatal en la serie. Hubo un mensaje en memoria por parte de Martin Sheen antes de Running Mates, el primer episodio nuevo tras la muerte de Spencer. La pérdida del personaje de Spencer, McGarry, fue tratada por la serie comenzando con el episodio Election Day Part I que se emitió el 2 de abril de 2006.
Diferentes intérpretes habían sido considerados originalmente para muchos de los papeles. Bradley Whitford hizo una prueba para el papel de Sam y Janel Moloney para el papel de C.J. Otros actores que fueron seriamente considerados fueron Sidney Poitier para el presidente, Judd Hirsh para Leo, Eugene Levy para Toby, y CCH Pounder para C.J.

## Desarrollo
La serie se desarrolló continuando el éxito de la película The American President (El presidente y Miss Wade, Mi querido presidente), para la cual Aaron Sorkin escribió el guion y Martin Sheen interpretó el papel de Jefe de Gabinete de la Casa Blanca. Sorkin se inspiró en varios elementos de guion que no fueron usados en la película, así como de sugerencias de Akiva Goldsman para crear El Ala Oeste de la Casa Blanca.
El último episodio se emitió el 14 de mayo de 2006. Sufrió importantes caídas de audiencia desde que la ABC programó en la misma franja horaria Extreme Makeover: Home Edition, y la CBS Cold Case.

## El mundo deEl Ala Oeste de la Casa Blanca

### Nacional
Todos los altos cargos contemporáneos del gobierno de El Ala Oeste de la Casa Blanca son ficticios. El presidente Barlett ha realizado tres nombramientos en un ficticio Tribunal Supremo; y mantiene un gabinete completo, aunque no se conocen los nombres y cargos de todos los consejeros. Algunos miembros del gabinete, como el secretario de Defensa o el vicepresidente, aparece con más frecuencia que otros. También han aparecido muchos otros altos funcionarios, como alcaldes, gobernadores, jueces, representantes y senadores.
Se han creado diferentes ubicaciones ficticias dentro de los Estados Unidos para representar libremente determinados lugares.

#### San Andreo
San Andreo es una ciudad ficticia de California. Está situada cerca de San Diego, y tiene una población de 42 000 habitantes. En ella está situada la planta nuclear de San Andreo.
Un grave incidente en la planta nuclear se convierte en el centro de atención afectando directamente al senador republicano Arnold Vinick durante las elecciones presidenciales de 2006, debido a la actitud pronuclear de Vinick, y a la presión que ejerció a favor de la construcción de la planta. Este hecho se convirtió en un factor clave en la estrecha derrota de Vinick ante el candidato demócrata, el congresista Matt Santos.

#### Hartsfield's Landing
Hartsfield's Landing es un pueblo ficticio del estado de New Hampshire. Es una comunidad de solo 63 personas, de los cuales 42 son votantes censados. La votación de las primarias empieza un minuto después de la medianoche, horas antes que el resto del estado. El resultado tiene la peculiaridad de predecir de forma bastante exacta el ganador de cada elección presidencial desde William Howard Taft en 1908. Está inspirado en Hart's Location y Dixville Notch, poblaciones reales de New Hampshire, que en la vida real votan antes que el resto del estado durante las primarias.

#### Kennison State University
Kennison State es una universidad ficticia de Iowa, usada como escenario de un atentado en el comienzo de la cuarta temporada.

### Extranjero
Algunos de los líderes extranjeros citados en la serie existen en la realidad, mientras que otros son inventados. Algunos de los líderes y personajes famosos reales mencionados en la serie son Muammar al-Gaddafi, Fidel Castro, la Reina Isabel II, el rey Bhumibol Adulyadej, el rey Carlos XVI Gustavo, Thabo Mbeki, Osama bin Laden y Yasser Arafat. Con respecto a este último, cuando al inicio de la sexta temporada se produce un acuerdo de paz entre Israel y la Autoridad Palestina, el líder es el ficticio Nizar Farad, no Arafat.
Algunos países son totalmente inventados, con el fin de poder recrear problemas que existen en determinadas áreas del mundo.

#### Qumar
Qumar es un país rico en petróleo, patrocinador de terroristas, situado en Oriente Próximo. Es repetidamente una fuente de problemas para la administración Bartlet. Según los mapas que aparecen en la serie, Qumar se sitúa en el sur de Irán, directamente sobre el estrecho de Ormuz. Después de los atentados del 11 de septiembre de 2001, se convierte en el principal escenario para las subtramas argumentales centradas en el terrorismo.
Jabal Nafusah (nombre de una ciudad libia real) parece ser la ciudad más grande y capital del país. Qumar es una monarquía absoluta, gobernada por el sultán y su familia. Es un antiguo protectorado británico. 
El país aparece inicialmente en la tercera temporada, citado como un cercano aliado de los Estados Unidos. Este estatus se ve amenazado después del asesinato por parte de la Administración Bartlet del ministro de Defensa Abdul ibn Shareef. A raíz del secuestro de Zoey Bartlet, los campos terroristas del país son atacados, resultado afectado un oleoducto.
Durante el episodio decimotercero de la séptima temporada, The Cold, aparece un mapa del golfo Pérsico en la sala de operaciones en el que no existe el país.

#### Kundu Ecuatorial
La República Ecuatorial de Kundú es una nación africana asolada por el sida y la guerra civil, muy similar al genocidio de Ruanda en 1994.
Kundú aparece por primera vez en la segunda temporada. Está dirigida por el presidente Nimbala, el cual es asesinado al final del episodio. En enero de 2003, según la línea temporal de la serie (Investidura (parte 1)), el gobierno del presidente Nzele (descrito como un loco sádico) inicia una limpieza étnica contra los Induye en Bitanga, asesinando a doscientas personas. La violencia pronto se extiende fuera de Bitanga por el país. En el segundo discurso de investidura del presidente, (Investidura (parte 2)), este anuncia la nueva doctrina Bartlet para el uso de la fuerza: Estados Unidos intervendrá donde haya intereses humanitarios en juego. Con esta nueva doctrina, Bartlet envía una brigada de la 82 División Aérea, la 101 División Aérea y una Unidad Expedicionaria de los Marines, con un total de 11 000 hombres, a Kundú (Distrito 47 de California). En el episodio Veinticinco, las fuerzas de Estados Unidos continúan en Kundú.
En su aparición inicial la ubicación de Kundú es bastante ambigua. El presidente Nimbala y su ayudante parecen hablar setswana, una lengua Bantú hablada en el sur de África y Botsuana. Este hecho implicaría ubicar el país en África Austral. La aparición de Kundú en la cuarta temporada parece situarlo más firmemente en el oeste de África, cerca de Costa de Marfil y Ghana. La capital es Bitanga, donde está el principal aeropuerto y las estaciones de radio y televisión.